# Lega della Gioventù Comunista di Kampuchea
La Lega della Gioventù Comunista di Kampuchea (in khmer: សម្ព័ន្ធយុវកុក,Sompoan Yuvakok) era un'organizzazione giovanile in Cambogia, l'ala giovanile del Partito Comunista di Kampuchea. L'organizzazione era in origine conosciuta come Lega della Gioventù Democratica. L'organizzazione pubblicava il giornale Tung Krahom.